# Hector Priem
Hector Priem was een Belgisch voetbalcoach. Hij was één van de oprichters van de voetbalafdeling van La Gantoise. Hierin nam hij, naast de rol van voorzitter, ook de rol van aanvoerder van het team aan. Daarnaast was hij actief als trainer van de ploeg van KAA Gent tussen 1901 en 1909. Hij was de oorspronkelijke voorzitter van KAA Gent in 1901 en werd dit opnieuw in 1912. Onder zijn bewind maakte de ploeg een start aan het Carpentierplein in Gent. Hier zorgde hij voor een voetbalveld, dat zich tussen de herenhuizen en de bomen bevond.